# Шутилкин, Николай Кузьмич
Николай Кузьмич Шутилкин (1912—1972) — советский шашист (русские и международные шашки). Серебряный призёр чемпионата СССР по русским шашкам.
Принял участие в шести чемпионатах СССР по русским шашкам, где сыграл 105 партий, в которых набрал 50 очков.
до войны
1926 — на «Пролетарку» с выступлением приехал чемпион СССР Василий Медков. Лучший шашист страны сыграл с 14-летним юношей тренировочный матч из пяти партий. Результат — три ничьи, два поражения.
1929 — брак с Людмилой Шутилкиной (Петровой), уроженкой д. Кусовка Курской области
28 апр 1929 — 2-е место на I губернском шашечно-шахматном съезде в г. Тверь.
1931 — выступил в малом чемпионате страны, получил первую категорию.
1938 — родился сын Борис
— В полуфинале чемпионата СССР на полочка отстал от легендарного Василия Сокова, в финале разделил 2-7 места. Тем самым выполнил звание мастер спорта СССР по шашкам и получил его первым в Тверской области.
Великая Отечественная.
22 июня 1941 года застало известного шашиста на полуфинале чемпионата СССР в Ростове-на-Дону. После возвращения в Тверь ушел на курсы младших командиров.
Во время войны жил по адресу г. Калинин, ул. Пролетарка, 48-130
Призван в 1942 году Калининский ГВК, Калининская обл., г. Калинин
Младший лейтенант. Место службы: 446 мсб 1 мотмехбр 1 та .
Попал в плен 10.07.1943. Освобожден американцами. Прошел проверку 13.07.1945. Внесен в донесения об освобожденных из плена
(дата донесения: 27.12.1945)
после войны
июнь 1949 года, Рязань. Участие в седьмом всероссийском чемпионате РСФСР по шашкам.
1959, Орехово-Зуево. В составе сборной Тверской области (Николай Сретенский, Николай Шутилкин, Юрий Галкин) выиграл командный Кубок России по русским шашкам